# Andrej Anastasov
Andrej Anastasov (* 7. února 1973), známý také jako Andrew nebo Mamoulian, je bývalý redaktor časopisu Excalibur, zakladatel časopisu Score a spoluprovozovatel prvního internetového katalogu erotických služeb v České republice.
Anastasov působil v devadesátých letech jako redaktor časopisu o počítačových hrách Excalibur, z něhož později v lednu 1994 odešel kvůli neshodám s jeho vydavatelem a založil časopis Score, který existuje dodnes. Právě ve Score v polovině devadesátých let byla jeho proslulost a oblíbenost patrně největší. Za dosud ne úplně vyjasněných okolností ze Score spolu s Janem Eislerem odešli[kdy?] a založili první internetový katalog erotických služeb v ČR.

## Profesní kariéra

### Publicistika
Anastasovův život je po opuštění Excaliburu plně spjat s časopisem Score, jehož se později stal šéfredaktorem. Rozjezd Score byl daleko hladší než rozjezd jeho předchůdce, Excaliburu. Redaktoři již měli potřebné zkušenosti, a tak již po prvních číslech se úroveň časopisu dostala dostatečně vysoko. Anastasov recenzoval zejména adventury, RPG a dungeony, méně již akční hry a touto dobou již vymírající plošinovky.
S vedením Art Consulting, vydavateli Score – Oldřichem Hejtmánkem a zejména Miroslavem Elfmarkem, si Anastasov příliš nerozuměl. Na čas ze Score (č. 50 – 58) odešel, nakonec se ale vrátil a pokračoval dále v práci pro časopis.
Postupně docházelo k růstu počtu počítačových hráčů[zdroj?] a sílila konkurence, zejména časopis Level. V první polovině roku 1999 byl Anastasov z časopisu vyhozen. Ač toto zřejmě nepřekvapilo informované lidi, Anastasov byl obviněn z recenzování betaverzí a pirátských kopií, z porušování smluv s distributory (zveřejnění dem na CD přes výslovný zákaz), z porušování dohod (zejména co se týká obálky časopisu) a z úplatkářství.
Nakonec odešel do Levelu, pro který chvíli psal recenze, pak se ale úplně stáhl ze světa počítačových her. Se čtenáři se rozloučil na Bonuswebu, kde poskytl online rozhovor a kde se prostřednictvím článků střetl se svými odpůrci ve snaze očistit své jméno. 
Anastasovovi bylo vytýkáno, že některé z jeho recenzí neposkytují dostatek objektivních informací o recenzované hře. Jeho další slabostí byla zřejmě příliš silná náklonnost k penězům, kterým dal podle svých vlastních slov přednost před podílem na Score, které musel později proti své vůli opustit. Dále je mu bylo vytýkáno, že se snažil udržovat Score před konkurencí i za cenu výše zmíněných neetických praktik. Recenzování betaverzí sám přiznal v rozhovoru.

### Erotický průmysl
Provozoval internetový katalog erotických služeb a další stránky s erotikou a pornografií. 10. října 2023 ho Národní centrála proti organizovanému zločinu v souvislosti s tímto v rámci akce "MARKÝZ" zadržela a obstavila jeho majetek (nejméně 63 milionů korun v hotovosti a na účtech, zlaté cihly, dům, 2 byty a automobil), zablokovala 40 webových serverů spadajících pod jeho firmy, a spolu s dalšími jeho spolupracovníky obvinila z kuplířství. Z rozhodnutí Obvodního soudu pro Prahu 1 byl 
11. října 2023 propuštěn z vazby a je nadále NCOZ a Policií ČR vyšetřován na svobodě.
20. prosince 2023 se ve svém pražském bytě pokusil o sebevraždu, údajně kvůli svému obvinění z kuplířství.